# Partido de Acción Regionalista de Chile
El Partido de Acción Regionalista de Chile (PAR), también llamado Nueva Fuerza Regional (NFR), fue un partido político chileno de carácter regionalista existente entre 2003 y 2006. Tuvo como ámbito de acción las regiones de Tarapacá, Antofagasta y Atacama.

## Historia
Fue creado el 18 de diciembre de 2003. Fue reconocido legalmente 22 de junio de 2004 e inscrito oficialmente ante el Servicio Electoral de Chile (Servel) el 5 de julio del mismo año.
Su símbolo consistía en la Cordillera de los Andes en colores azul, amarillo y rojo, con las letras al centro PAR en colores azul, blanco y rojo, respectivamente, con una línea debajo de estas en degradé de colores que van desde el rojo al azul de derecha a izquierda. Su lema fue "Avanzando por Desarrollo de las Regiones".
Sus principales figuras fueron la diputada Marta Isasi y el entonces alcalde de Iquique Jorge Soria (quien previamente había militado en el PS, el PC y el PPD), este último fue el primer presidente del partido.
Participó en las elecciones municipales de 2004 presentando candidatos independientes en el pacto Nueva Fuerza Regional. Logró la elección de un alcalde (Soria en Iquique) y la de 7 concejales en comunas de Tarapacá y Atacama.
En las elecciones parlamentarias de 2005, se unió con la Alianza Nacional de los Independientes en la coalición Fuerza Regional Independiente. Logró elegir una diputada por el Distrito N.º 2 (Provincia de Tarapacá), pese a las dificultades que plantea el sistema electoral binominal a las candidaturas independientes y de partidos pequeños. A fines de diciembre de 2005, Soria sorprendió con su apoyo y del partido a la candidatura del candidato a la presidencia de 2005 Sebastián Piñera, como una forma de protesta por el desprecio hacia las regiones que se ejerce en Santiago y las cúpulas partidistas.
El PAR debía ser disuelto dada su baja votación en los comicios parlamentarios, pero subsanó esta situación al fusionarse con la ANI el 4 de julio de 2006 en el Partido Regionalista de los Independientes.

## Resultados electorales

### Elecciones parlamentarias
| Elección | Diputados | Diputados       | Diputados | Senadores         | Senadores         | Senadores |
| Elección | Votos     | % de votos      | Escaños   | Votos             | % de votos        | Escaños   |
| -------- | --------- | --------------- | --------- | ----------------- | ----------------- | --------- |
| 2005     | 26 698    | \| \| 0,40 % \| | 1/120     | Sin participación | Sin participación | 0/38      |
|          | 0,40 %    |                 |           |                   |                   |           |

### Elecciones municipales
| Elección | Alcaldes          | Alcaldes          | Alcaldes | Concejales | Concejales      | Concejales |
| Elección | Votos             | % de votos        | Escaños  | Votos      | % de votos      | Escaños    |
| -------- | ----------------- | ----------------- | -------- | ---------- | --------------- | ---------- |
| 2004     | Sin participación | Sin participación | 0/345    | 1240       | \| \| 0,02 % \| | 0/2144     |
|          | 0,02 %            |                   |          |            |                 |            |